# People Have the Power
 (février 2017).
Si vous disposez d'ouvrages ou d'articles de référence ou si vous connaissez des sites web de qualité traitant du thème abordé ici, merci de compléter l'article en donnant les références utiles à sa vérifiabilité et en les liant à la section « Notes et références ».
People Have the Power est une chanson de Patti Smith issue de l'album Dream of Life sorti en 1988. Elle a été co-écrite par Patti Smith et son mari Frederick Dewey Smith.

## Dans la culture
- Dans le film Un air de famille réalisé en 1996 par Cédric Klapisch, Jean-Pierre Darroussin et Catherine Frot dansent un rock mémorable et plein de rythme sur cette chanson diffusée par un juke-box vieillissant à l'occasion de l'anniversaire du personnage incarné par Catherine Frot. Créditée "Patty Smith" au générique de fin.

## Classements
| Classement (1988)              | Meilleure position |
| ------------------------------ | ------------------ |
| États-Unis (Mainstream Rock)   | 19                 |
| Royaume-Uni (UK Singles Chart) | 97                 |